# 東経76度線
東経76度線（とうけい76どせん）は、本初子午線面から東へ76度の角度を成す経線である。北極点から北極海、アジア、インド洋、南極海、南極大陸を通過して南極点までを結ぶ。
東経76度線は、西経104度線と共に大円を形成する。

## 通過する地域一覧
東経76度線は、北極点から南極点まで南に向かって以下の場所を通っている。
| 地理座標                                             | 国土・領土・領海 | 備考 |
| ---------------------------------------------------- | ---------------- | --- |
| 北緯90度0分 東経76度0分 / 北緯90.000度 東経76.000度  | 北極海           | |
| 北緯81度6分 東経76度0分 / 北緯81.100度 東経76.000度  | カラ海           | ヴィゼ島（ ロシア）のすぐ西を通過 |
| 北緯73度31分 東経76度0分 / 北緯73.517度 東経76.000度 | ロシア           | ヴィリキツキー島（英語版） |
| 北緯73度30分 東経76度0分 / 北緯73.500度 東経76.000度 | カラ海           | Neupokoyeva島（ ロシア）のすぐ西を通過 |
| 北緯71度53分 東経76度0分 / 北緯71.883度 東経76.000度 | ロシア           | ギダン半島 |
| 北緯71度52分 東経76度0分 / 北緯71.867度 東経76.000度 | Khalmyer湾       | |
| 北緯71度11分 東経76度0分 / 北緯71.183度 東経76.000度 | ロシア           | ギダン半島 |
| 北緯69度15分 東経76度0分 / 北緯69.250度 東経76.000度 | タゾフスカヤ湾   | |
| 北緯68度58分 東経76度0分 / 北緯68.967度 東経76.000度 | ロシア           | |
| 北緯54度13分 東経76度0分 / 北緯54.217度 東経76.000度 | カザフスタン     | バルハシ湖を通過 |
| 北緯42度56分 東経76度0分 / 北緯42.933度 東経76.000度 | キルギス         | |
| 北緯40度23分 東経76度0分 / 北緯40.383度 東経76.000度 | 中華人民共和国   | 新疆ウイグル自治区 |
| 北緯36度28分 東経76度0分 / 北緯36.467度 東経76.000度 | パキスタン       | ギルギット・バルティスタン - 約11km（ インドが領有権を主張） |
| 北緯36度22分 東経76度0分 / 北緯36.367度 東経76.000度 | 中華人民共和国   | 新疆ウイグル自治区 - 約8km |
| 北緯36度17分 東経76度0分 / 北緯36.283度 東経76.000度 | パキスタン       | ギルギット・バルティスタン - 約14km（ インドが領有権を主張） |
| 北緯36度10分 東経76度0分 / 北緯36.167度 東経76.000度 | 中華人民共和国   | 新疆ウイグル自治区 - 約16km |
| 北緯36度1分 東経76度0分 / 北緯36.017度 東経76.000度  | パキスタン       | ギルギット・バルティスタン（ インドが領有権を主張） |
| 北緯34度38分 東経76度0分 / 北緯34.633度 東経76.000度 | インド           | ジャンムー・カシミール州（ パキスタンが領有権を主張） ヒマーチャル・プラデーシュ州 ジャンムー・カシミール州 - 約3km（ パキスタンが領有権を主張） ヒマーチャル・プラデーシュ州 パンジャーブ州 ハリヤーナー州 ラージャスターン州 マディヤ・プラデーシュ州 マハーラーシュトラ州 カルナータカ州 ケーララ州 |
| 北緯10度36分 東経76度0分 / 北緯10.600度 東経76.000度 | インド洋         | |
| 南緯60度0分 東経76度0分 / 南緯60.000度 東経76.000度  | 南極海           | |
| 南緯69度33分 東経76度0分 / 南緯69.550度 東経76.000度 | 南極大陸         | オーストラリア南極領土（ オーストラリアが領有権主張） |